# Sing 2
Sing 2 is een Amerikaanse computeranimatiefilm uit 2021, geregisseerd en geschreven door Garth Jennings. De film werd geproduceerd door Illumination Entertainment en gedistribueerd door Universal Pictures. De film is het vervolg op Sing uit 2016.

## Verhaal
Nadat koala Buster Moon en zijn vrienden in het eerste deel met succes het voortbestaan van het Moon Theater hebben verzekerd, willen ze nu nog hoger gaan. Met het Crystal Tower Theater heeft Buster echter hoge doelen gesteld. Om hier te kunnen optreden, moeten Buster en zijn vrienden muziekmagnaat Jimmy Crystal overtuigen en de wolf laat er maar een paar in zijn zalen spelen. Daarom beloven ze rocklegende Clay Calloway voor de show te krijgen. Het enige probleem hiermee is dat deze leeuw al met pensioen is gegaan en Buster hem nooit heeft ontmoet. Terwijl iedereen zich voorbereidt op de show, is Buster druk op zoek naar Clay, die uiteindelijk mee optreedt.

## Stemverdeling
| Personage       | Diersoort      | Stem                | Stem                 | Stem              |
| --------------- | -------------- | ------------------- | -------------------- | ----------------- |
| Buster Moon     | Koala          | Matthew McConaughey | Fedja van Huêt       | Rik Verheye       |
| Rosita          | Varken         | Reese Witherspoon   | Do                   | Vicky Florus      |
| Ash             | Stekelvarken   | Scarlett Johansson  | Birgit Schuurman     | Janna Salhoume    |
| Meena           | Olifant        | Tori Kelly          | Holly Mae Brood      | Billie Leyers     |
| Johnny          | Gorilla        | Taron Egerton       | Egbert-Jan Weeber    | Louis Thyssen     |
| Nana Noodleman  | Schaap         | Jennifer Saunders   | Karin Bloemen        | Katelijne Verbeke |
| Karen Crawly    | Groene leguaan | Garth Jennings      | Rop Verheijen        | Sien Eggers       |
| Big Daddy       | Gorilla        | Peter Serafinowicz  | Frank Lammers        | Herbert Flack     |
| Gunter          | Varken         | Nick Kroll          | Gordon               | Walter Baele      |
| Norman          | Varken         | Nick Offerman       | Richard Groenendijk  |                   |
| Jimmy Crystal   | Wolf           | Bobby Cannavale     | Matteo van der Grijn | Alex Agnew        |
| Suki            | saluki-hond    | Chelsea Peretti     | Annika Van Bruggen   | Ini Massez        |
| Clay Calloway   | Leeuw          | Bono                | Hans Dagelet         | Daan              |
| Alfonso         | Olifant        | Pharrell Williams   | Alain Clark          |                   |
| Porscha Crystal | Wolf           | Halsey              | Emma Heesters        | Lotte De Clerck   |
| Darius          | Jak            | Eric André          |                      |                   |
| Nooshy          | Lynx           | Letitia Wright      | Giovanca             | Jennifer Heylen   |

## Release
De film ging in première op 14 november 2021 op het AFI Fest in het TCL Chinese Theatre in Los Angeles. Sing 2 werd in de Verenigde Staten op 22 december 2021 uitgebracht in RealD 3D, nadat het eerder vanwege de COVID-19-pandemie werd uitgesteld, de film stond gepland voor een release in de Verenigde Staten op 25 december 2020 en 2 juli 2021.

## Ontvangst
Op Rotten Tomatoes heeft Sing 2 een waarde van 65% en een gemiddelde score van 5,90/10, gebaseerd op 49 recensies. Op Metacritic heeft de film een gemiddelde score van 49/100, gebaseerd op 11 recensies.

## Prijzen en nominaties
| Jaar | Prijs                           | Categorie                          | Genomineerde(n)                                                                | Uitslag     |
| ---- | ------------------------------- | ---------------------------------- | ------------------------------------------------------------------------------ | ----------- |
| 2021 | Hollywood Music In Media Awards | Best Music Supervision - Film      | Mike Knobloch & Rachel Levy                                                    | Genomineerd |
| 2021 | Hollywood Music In Media Awards | Best Original Song - Animated Film | Adam Clayton, Bono, Larry Mullen Jr. & The Edge voor "Your Song Saved My Life" | Genomineerd |
| 2021 | Hollywood Music In Media Awards | Best Soundtrack Album              | Best Soundtrack Album                                                          | Genomineerd |